# David James Skellern
David Skellern (Sídney, 1951) es un ingeniero electrónico e informático australiano al que se le atribuye, junto con sus colegas, la primera implementación de conjunto de chips del estándar de red inalámbrica IEEE 802.11a.
Se le atribuye una serie de importantes innovaciones tecnológicas, desarrolladas con colegas que incluyen a John O'Sullivan, Terence Percival y Neil Weste, y en particular la primera implementación de conjunto de chips del estándar de redes inalámbricas IEEE 802.11a. Esta innovación ha sido descrita como una revolución en las comunicaciones mundiales, permitiendo comunicaciones inalámbricas de alta velocidad.
Skellern fue nombrado miembro de la Orden de Australia en 2012. 

## Carrera
De 1974 a 1983 trabajó en radioastronomía y enseñó electrónica en la Universidad de Sídney y la Universidad Macquarie. De 1983 a 1989 ocupó cargos académicos y de investigación en el departamento de ingeniería eléctrica de esa universidad. En 1989, se convirtió en profesor y presidente del Departamento de Electrónica de la Universidad Macquarie.
En 1997 cofundó Radiata, una empresa dedicada al desarrollo comercial de comunicaciones WLAN. La compañía demostró la primera implementación de chipset del mundo del estándar WLAN de alta velocidad IEEE 802.11a de 54 Mbit / s, basado en la investigación que Skellern realizó con Neil Weste en la década de 1990 en la Universidad de Macquarie en colaboración con CSIRO. Radiata se vendió a Cisco Systems en 2001 por 565 millones de dólares.